# Gare de Milhac-d'Auberoche
La gare de Milhac-d'Auberoche est une gare ferroviaire française fermée de la ligne de Coutras à Tulle, située sur le territoire de la commune-nouvelle de Bassillac et Auberoche, à l'emplacement de l'ancienne commune de Milhac-d'Auberoche, dans le département de la Dordogne, en région Nouvelle-Aquitaine.
Elle est mise en service en 1860 par la Compagnie du chemin de fer de Paris à Orléans (PO). C'est une halte ferroviaire de la Société nationale des chemins de fer français (SNCF), desservie par des trains TER Nouvelle-Aquitaine.
Depuis le 13 décembre 2020, les trains ne marquent plus l’arrêt. Un service de TAD (Transport à la demande) est mis en place en substitution.

## Situation ferroviaire
Établie à 165 m d'altitude, la gare de Milhac-d'Auberoche est située au point kilométrique (PK) 95,535 de la ligne de Coutras à Tulle, entre les gares ouvertes de Saint-Pierre-de-Chignac et de Limeyrat.

## Histoire
La gare de Milhac est mise en service le 17 septembre 1860 par la Compagnie du chemin de fer de Paris à Orléans (PO), lorsqu'elle ouvre la section de Périgueux à Brive.
La recette annuelle de la gare est de 27 100 francs en 1881 et de 25 802 francs en 1882.
En raison d’un manque de fréquentation ainsi que d’une volonté d’accélération des trains sur la ligne, la région a décidé dans son plan Optim’TER que les trains ne marqueraient plus l’arrêt et qu’ils seraient remplacés par un simple service de TAD (Transport à la demande),.

## Service des voyageurs

### Accueil
Halte SNCF, c'est un point d'arrêt non géré (PANG), à entrée libre.

### Desserte
Milhac-d'Auberoche était desservie par des trains TER Nouvelle-Aquitaine qui effectuent des missions entre les gares de Périgueux et de Brive-la-Gaillarde.

### Intermodalité
Le stationnement des véhicules est possible à proximité.

## Galerie

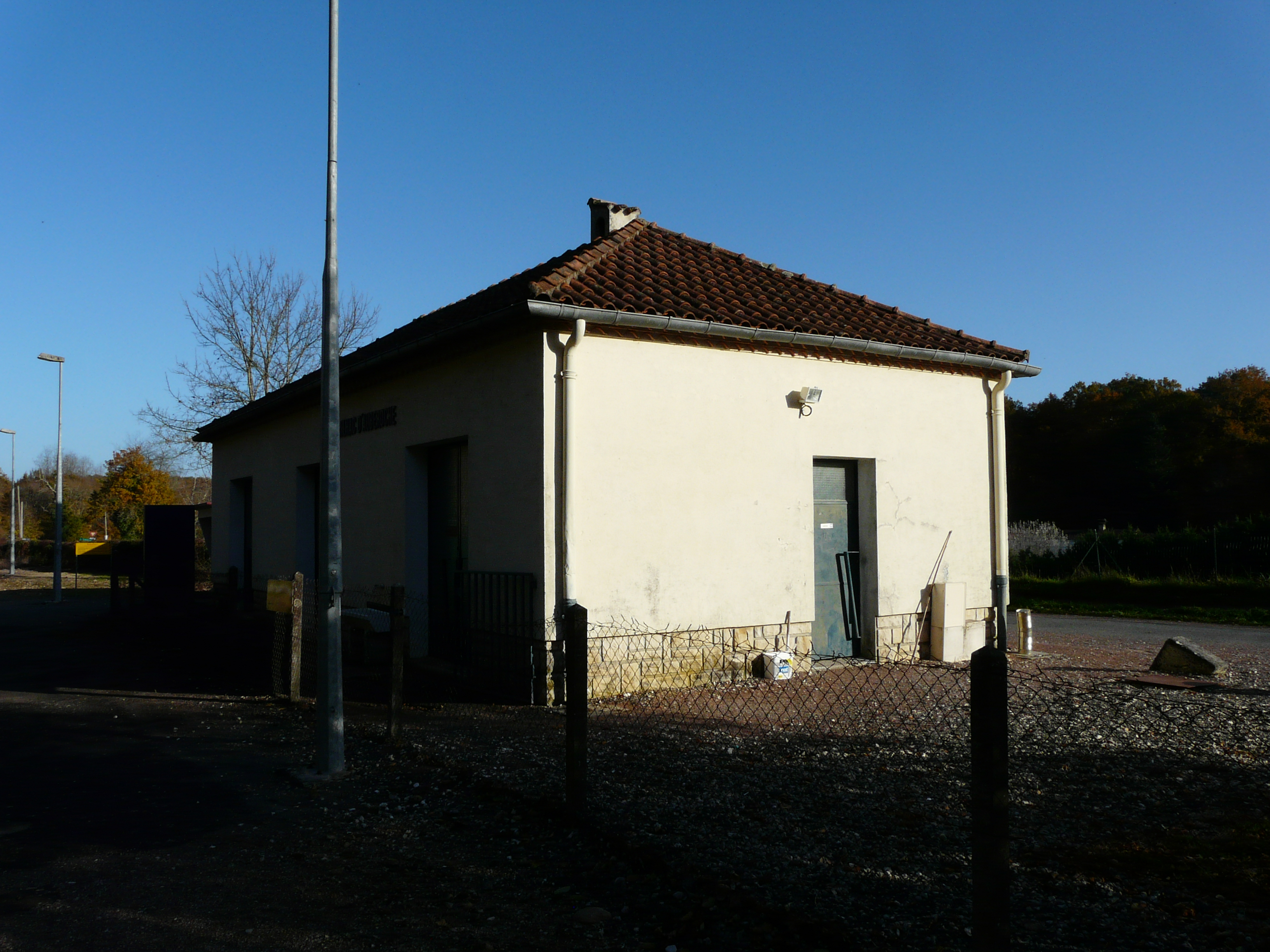
L'ancien bâtiment.
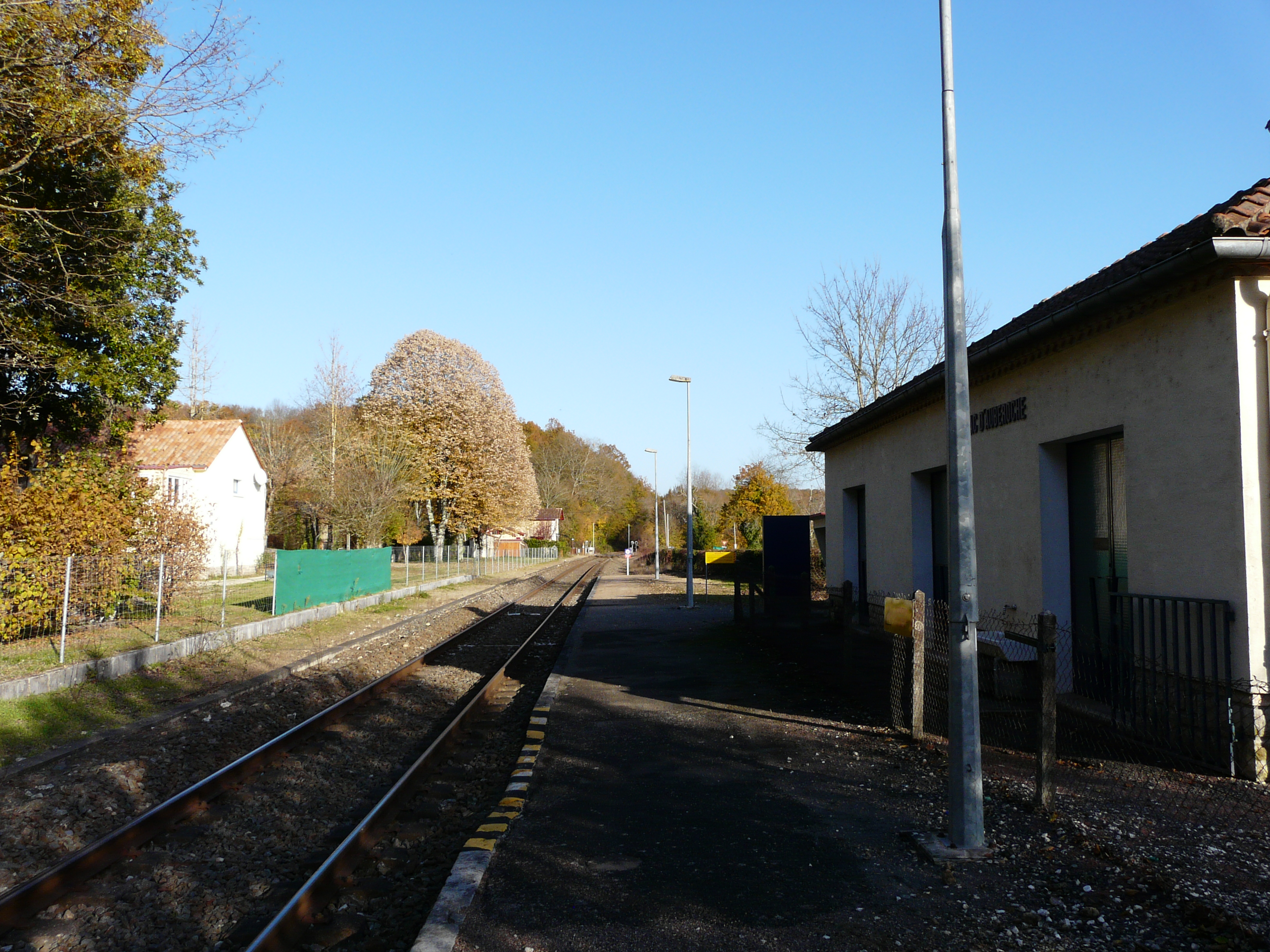
La voie en direction de Brive.
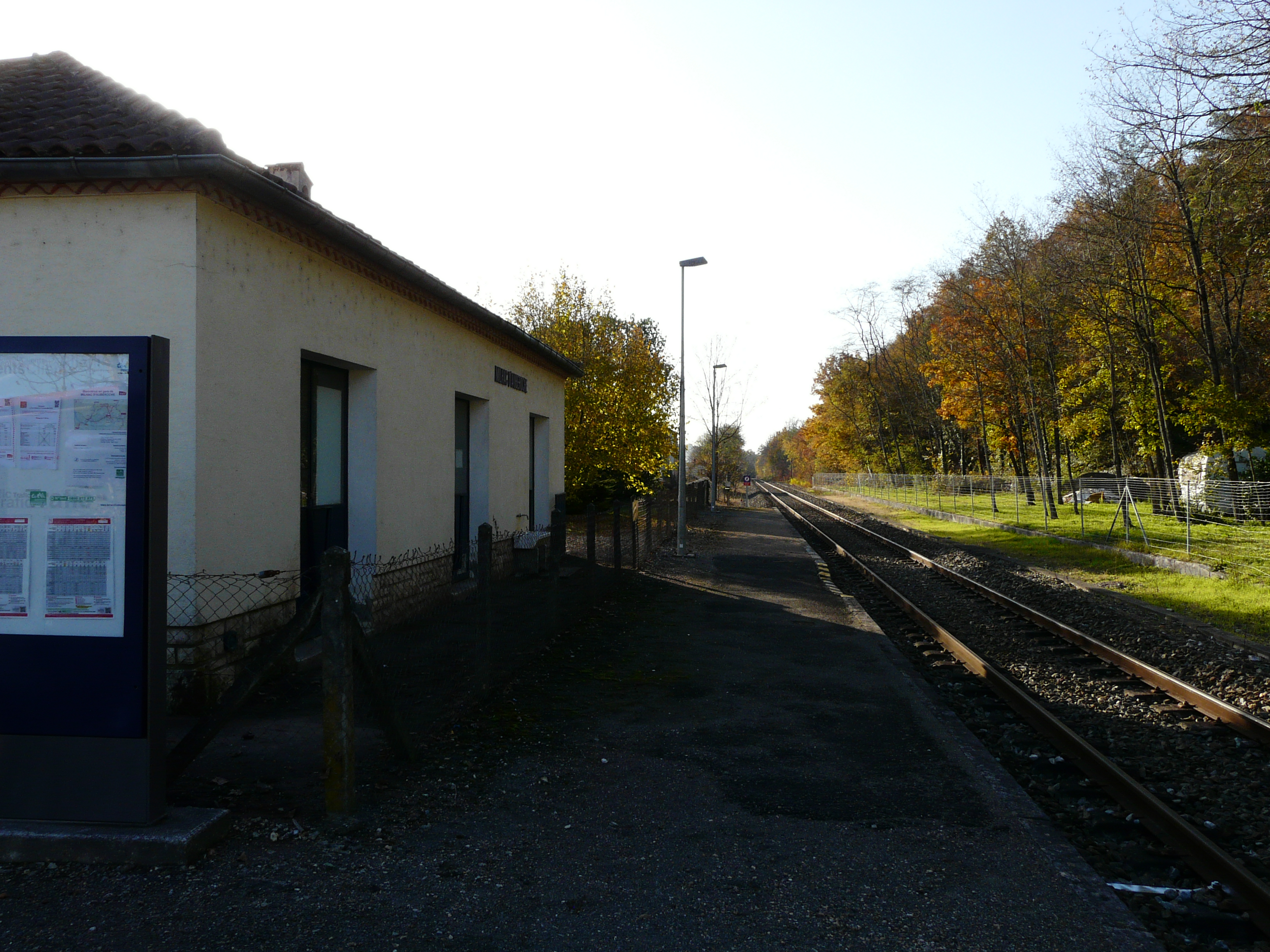
La voie en direction de Périgueux.